# アンミン県
アンミン県（アンミンけん、ベトナム語：Huyện An Minh / 縣安明?）は、ベトナム社会主義共和国キエンザン省の県。面積は590.5km²、人口は120,193人（2018年）である。

## 行政区画
1市鎮10社から構成される。